# Чачхриала
Чачхриала (груз. ჩაჩხრიალა) — село в Грузии. Находится в Ахметском муниципалитете края Кахетия. Расположено на правом берегу реки Илто в 3 км к западу от города Ахмета.
Высота над уровнем моря составляет 640 метров. Население — 35 человека (2014).
В советское время село Чачхриала входило в Ахметский поселковый совет Ахметского района.